# Andrzej Tyszkiewicz
Teniente general (retirado) Andrzej Tyszkiewicz (n. el 3 de octubre de 1949 en Ciechanów, Polonia) militar polaco, se desempeñó principalmente como el comandante de las fuerzas polacas y como comandante general de la División Multinacional Centro-Sur en la Guerra de Irak. 

## Carrera militar
En 2010 fue profesor en la Universidad de Defensa Nacional en Varsovia.
Desde 2005 a 2010 fue embajador extraordinario y plenipotenciario de Polonia en Bosnia y Herzegovina (Sarajevo).
En el período de 2003 a 2004 fue comandante general de la División Multinacional Centro-Sur en la Guerra de Irak.
De 2002 a 2005 fue subcomandante en jefe de las Fuerzas Terrestres de Polonia, Varsovia.
De 1999 a 2002 se desempeñó como representante militar nacional en el SHAPE, Mons.
De 1995 a 1998 de agregado militar de Defensa en el ámbito Aéreo Naval en Ankara, Turquía.
De 1994 a 1995 fue jefe de la Inspección del Personal polaco en Varsovia.
Entre 1992 y 1994 fue subcomandante del Distrito Militar de Varsovia con sede en Varsovia.
1990 - 1992 fue Jefe de Estado Mayor en el Distrito Militar de Varsovia.

## Educación
En 2000 realizó un Curso de política de Altos Oficiales en la Escuela Shape en Oberammergau, perteneciente a la OTAN.
General de 1998 / Cursó Bandera oficiales en el Colegio de Defensa de Roma perteneciente a la OTAN.
Desde 1988 a 1990 curso en las Fuerzas Armadas Estado Mayor de la Academia Militar Mariscal Voroshilov del Estado Mayor del Ejército de la URSS en Moscú.
En 1982 hizo un Curso de Comandantes de Regimiento en Varsovia.
Entre 1976 y 1979 curso en Frunze en la Academia Militar Frunze un curso de Comando del Ejército y Estado Mayor en Moscú.
y de 1969 a 1973 en la Academia del Ejército en Breslavia.